# グランドひかり
- ひかり (列車) > グランドひかり
- 新幹線100系電車 > グランドひかり

グランドひかりは、東海旅客鉄道（JR東海）と西日本旅客鉄道（JR西日本）が1989年から2002年まで東海道・山陽新幹線で運転していた「ひかり」の一種の車両・列車愛称。

## 導入の背景
1987年の国鉄分割民営化直後、1985年に登場した新型車両100系はJR東海のもつX・G編成しかなく、JR西日本は0系しかないという状況だった。そこで旅客サービスの向上と到達時分の短縮を目的に東京駅 - 博多駅の「速達ひかり」（通称Wひかり）用として、JR西日本は独自の新型車両を製作することとなった。そこで誕生したのが100N系「グランドひかり」である。

## 車両・編成

### 車両設備

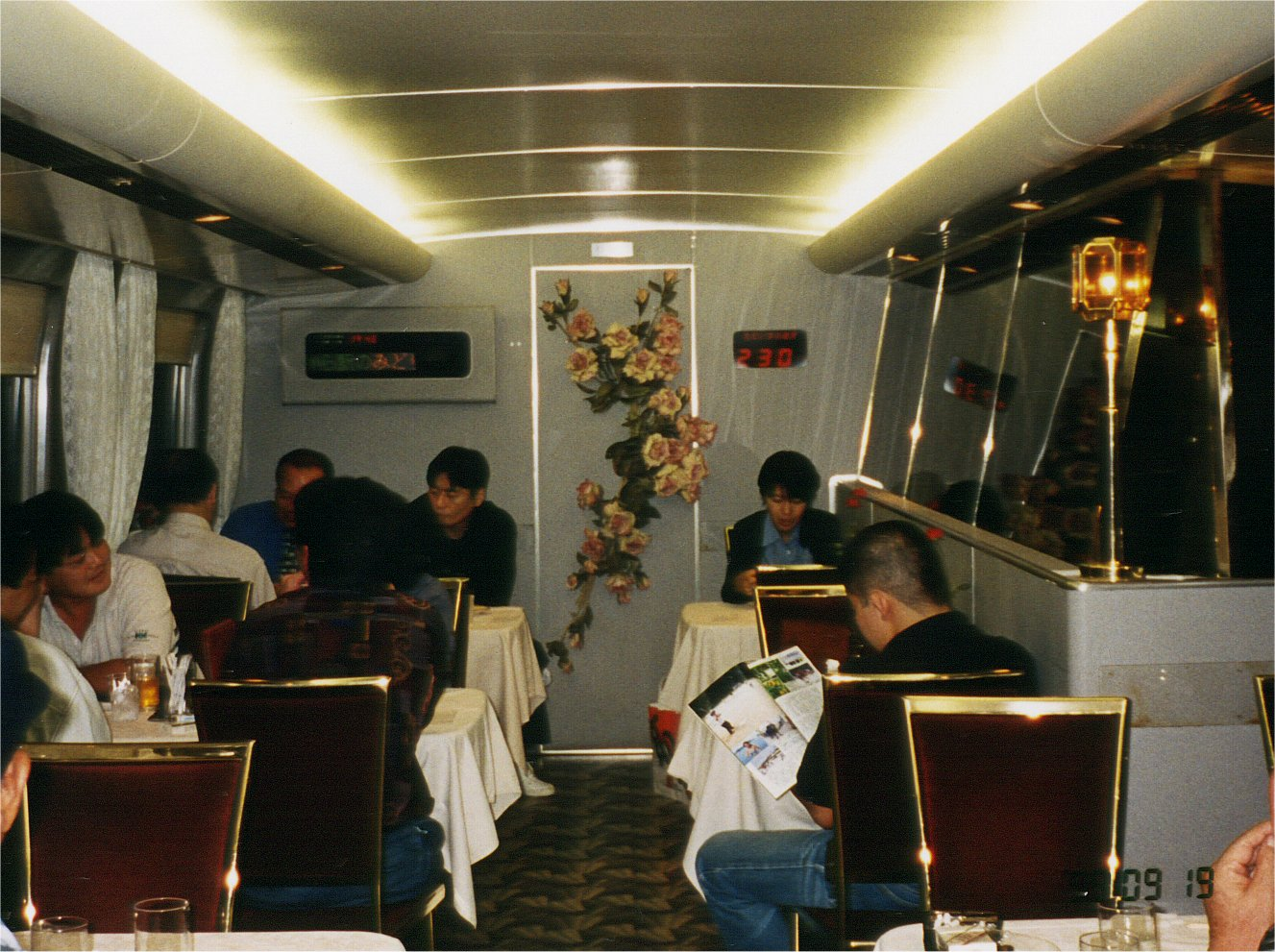
「グランドひかり」食堂車（1999年9月19日）

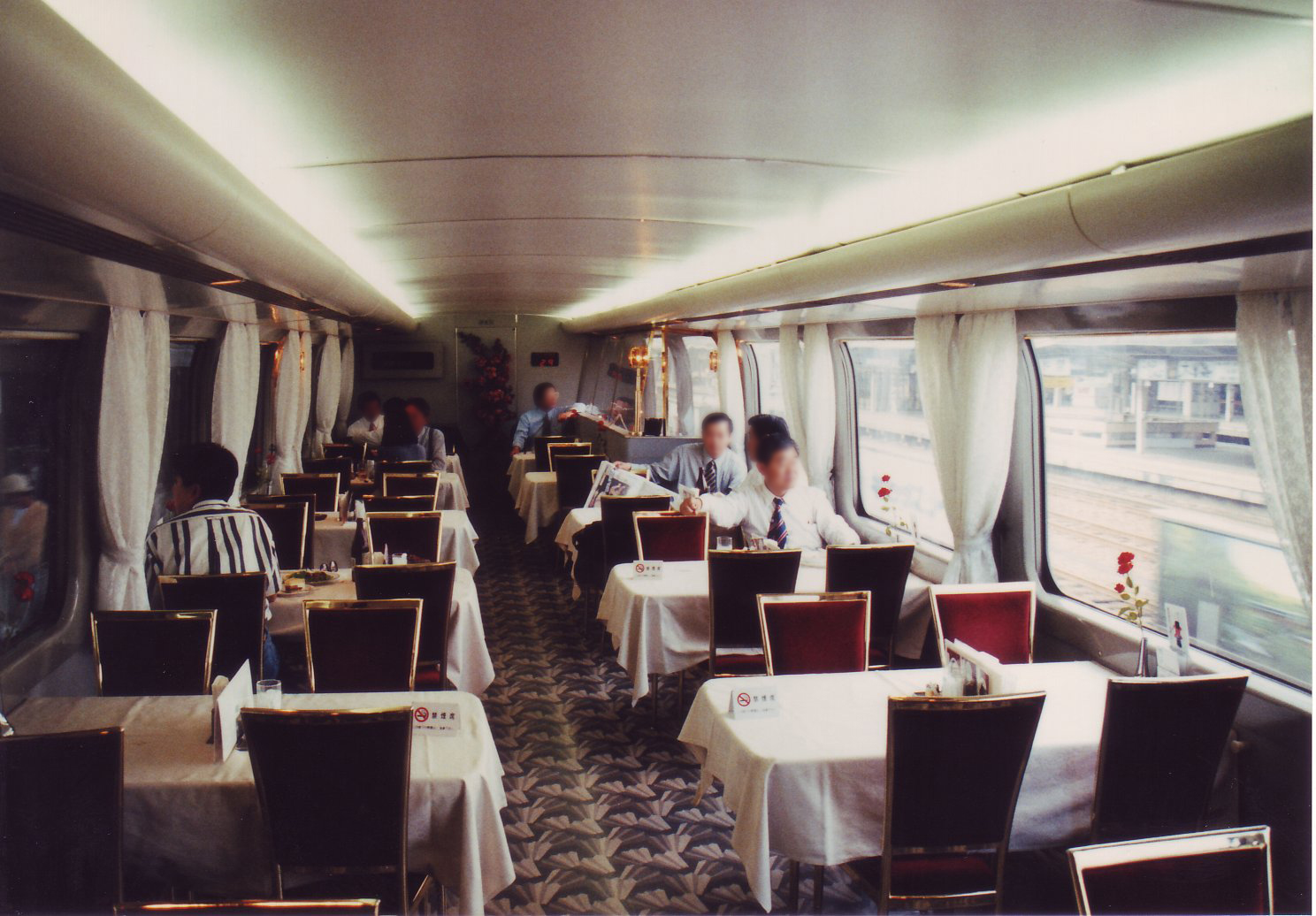
「グランドひかり」食堂車全景（1999年7月14日）

東京駅 - 博多駅の長距離運用につくことを念頭に、G編成で省略された食堂車を設定すると共に、G編成と同等のグリーン車3両を確保するため、2階建て車両をX・G編成に比べ2両増やし、計4両連結した事が大きな特徴である。
2階建て車両はモータを積まない付随車であるため、X・G編成では付随車となっている先頭車を電動車とすることで、編成出力を同等に確保している。また、さらなる速度向上のため、各部の構造が見直されている（新幹線100系電車#V編成を参照のこと）。
1 - 6・11 - 16号車は平屋建て車両普通車である。7 - 10号車は2階建て車両であり、1階は7・9・10号車が普通車指定席で8号車は売店、2階は車窓からの展望が良いことや乗客の通り抜けがないことから、7・9・10号車がグリーン車、8号車が食堂車に設定された。食堂車にはデジタル速度計も設置された。
普通車（1 - 6・11 - 16号車と7・9・10号車の1階）は直接照明が採用されたが、グリーン車と食堂車（7 - 10号車の2階）は間接照明が採用された。
2階建て車両の場合、通常の平屋建て車両と比較して特に1階の居住性や車窓が劣るため、オーディオサービスとビデオサービス（JR東海とのサービス格差が生じない山陽新幹線区間のみ）が実施されるほか、座席も通常の2列＋3列のものではなく、「ウエストひかり」で実績のあるゆったりした2列＋2列のものを採用した。なお、11号車にはX・G編成と同じく、車椅子対応設備が設置された。
前述のビデオサービスは、4次車であるV5編成から2階グリーン席に新たに5インチの液晶テレビが搭載され、1990年11月1日から使用を開始した。V1 - V4編成にも搭載され、1991年3月16日から全編成で放映を開始している。

### 編成
100N系V編成16両を使用する。最高速度は東海道区間220km/h、山陽区間230km/hである。
| 100N系 グランドひかり |    |    |    |    |    |    |   |    |    |    |    |    |    |    |    |
| ← 博多東京 → |    |    |    |    |    |    |   |    |    |    |    |    |    |    |    |
| \| 1 \| 2 \| 3 \| 4 \| 5 \| 6 \| 7 \| 8 \| 9 \| 10 \| 11 \| 12 \| 13 \| 14 \| 15 \| 16 \| \| \| \| \| \| \| \| G \| D \| G \| G \| \| \| \| \| \| \| \| 自 \| 自 \| 自 \| 自 \| 自 \| 指 \| 指 \| K \| 指 \| 指 \| 指 \| 指 \| 指 \| 指 \| 指 \| 指 \| \| \| \| \| \| \| \| \| \| \| \| \| \| \| \| \| \| |    |    |    |    |    |    |   |    |    |    |    |    |    |    |    |
| 記号凡例 - D＝食堂 - K＝売店 - G＝グリーン車指定席 - 指＝普通車指定席 - 自＝普通車自由席 - ＝禁煙席 - 1993年3月17日まで、13・14号車は喫煙席であった。 - 1996年3月15日まで、5・9号車は喫煙席であった。 - 2001年9月30日まで、11号車は喫煙席であった。                                                       |    |    |    |    |    |    |   |    |    |    |    |    |    |    |    |
| 1 | 2  | 3  | 4  | 5  | 6  | 7  | 8 | 9  | 10 | 11 | 12 | 13 | 14 | 15 | 16 |
| |    |    |    |    |    | G  | D | G  | G  |    |    |    |    |    |    |
| 自 | 自 | 自 | 自 | 自 | 指 | 指 | K | 指 | 指 | 指 | 指 | 指 | 指 | 指 | 指 |
| |    |    |    |    |    |    |   |    |    |    |    |    |    |    |    |

| 編成 | 組成月日                        | 製造会社   | 製造会社   | 製造会社   | 製造会社   | 編成名削除日   | 廃車日                                                                     | 備考 |
| 編成 | 組成月日                        | 号車       | 号車       | 号車       | 号車       | 編成名削除日   | 廃車日                                                                     | 備考 |
| 編成 | 組成月日                        | 1 - 8      | 9 - 10     | 11 - 12    | 13 - 16    | 編成名削除日   | 廃車日                                                                     | 備考 |
| ---- | ------------------------------- | ---------- | ---------- | ---------- | ---------- | -------------- | -------------------------------------------------------------------------- | --- |
| V1   | 1989年3月7日                    | 川崎重工業 | 近畿車輛   | 近畿車輛   | 日立製作所 | 2000年7月3日   | （8号車）2000年8月25日 （7,9,10号車）2000年12月1日 （3号車）2003年5月21日  | |
| V2   | 1989年2月10日 （2002年10月1日） | 川崎重工業 | 近畿車輛   | 近畿車輛   | 日立製作所 | 2002年11月25日 | （7 - 10号車）2002年12月3日 （5号車）2004年6月7日 （3号車）2005年3月22日   | 2002年10月1日に7 - 10号車をV9編成のものと差し替え。 12月3日に廃車となった7 - 10号車は当初V2編成に連結されていた。 |
| V3   | 1989年6月29日                   | 川崎重工業 | 近畿車輛   | 近畿車輛   | 日立製作所 | 2002年5月27日  | （7 - 10号車）2002年5月27日 （5号車）2003年11月9日                         | 3,4号車のみ1989年6月13日落成                                                                                      |
| V4   | 1989年12月28日                  | 川崎重工業 | 近畿車輛   | 近畿車輛   | 近畿車輛   | 2002年6月25日  | （7 - 10号車）2002年6月25日 （5号車）2003年11月9日 （3号車）2004年10月29日 | |
| V5   | 1990年7月5日                    | 近畿車輛   | 日立製作所 | 日立製作所 | 日立製作所 | 2002年2月12日  |                                                                            | |
| V6   | 1990年12月14日                  | 日立製作所 | 日立製作所 | 近畿車輛   | 近畿車輛   | 2000年8月24日  | （7 - 10号車）2000年12月1日 （5号車）2000年12月28日                        | |
| V7   | 1991年2月26日                   | 川崎重工業 | 近畿車輛   | 近畿車輛   | 日立製作所 | 2001年11月9日  |                                                                            | |
| V8   | 1991年7月5日                    | 川崎重工業 | 近畿車輛   | 近畿車輛   | 日立製作所 | 2001年9月30日  |                                                                            | |
| V9   | 1991年12月12日                  | 川崎重工業 | 日立製作所 | 日立製作所 | 近畿車輛   | 2002年9月25日  | （9,10号車）2002年12月3日 （7,8号車）2010年7月30日                         | |

## 停車駅と所要時間
- 速達タイプ　東京駅 - 博多駅 : 5時間47分（1992年3月14日以降は最速5時間44分）　新大阪駅 - 博多駅 : 2時間49分（所要時間は小郡通過の場合）
  - 東京駅 - 名古屋駅 - 京都駅 - 新大阪駅 - 岡山駅 - 広島駅 -（小郡駅）- 小倉駅 - 博多駅
- その他　途中停車駅は様々な種類があり、これらの駅の中に停車しない列車もある。カッコ内は停車頻度の少ない駅
  - 東京駅 - （新横浜駅）- （静岡駅） - 名古屋駅 - 京都駅 - 新大阪駅 - 新神戸駅 - 姫路駅 - 岡山駅 - 福山駅 - 広島駅 - （徳山駅） - 小郡駅 - 小倉駅 - 博多駅
  - グランドひかりが運転していた当時は品川駅が未開業だった。
  - 当初は京都駅または岡山駅 - 広島駅間各駅停車となる東京駅 - 広島駅間「ひかり」（通称 : Aひかり、Bひかり）にも使用されていた。
  - 山陽新幹線区間（新大阪駅 - 博多駅）の「ひかり」や、東京駅 - 姫路駅、名古屋駅 - 博多駅などの「ひかり」にも使用された。
  - 運転開始当初広島 - 博多間の始発最終「こだま」を利用して乗務員の習熟訓練が行われていた。

## 運用の変遷
東海道・山陽新幹線内を走破する、すべての定期「ひかり」および、臨時扱いだが毎日運転する「ひかり」として運転された。時刻表にも、1989年5月号より"「グランドひかり」・2階建て4両"と記載された。

### 1989年3月11日
「グランドひかり」が東京 - 博多間2往復で運転を開始。山陽新幹線区間での最高速度を230 km/hとし、東京 - 博多を5時間47分で走破。途中、名古屋・京都・新大阪・岡山・広島・小郡（ひかり29号のみ）・小倉に停車。
- 下り
  - ひかり11号 東京15:00 → 博多20:47
  - ひかり29号 東京16:00 → 博多21:52

- 上り
  - ひかり2号 博多8:45 → 東京14:32
  - ひかり4号 博多9:45 → 東京15:32

### 1990年3月10日
100系X編成が充当されていた1往復を「グランドひかり」に変更。所要時間の短縮が行われた。
- 下り
  - ひかり19号 東京14:00 → 博多19:52
  - ひかり21号 東京15:00 → 博多20:47
  - ひかり23号 東京16:00 → 博多21:52

- 上り
  - ひかり4号 博多7:40 → 東京13:32
  - ひかり6号 博多8:45 → 東京14:32
  - ひかり8号 博多9:45 → 東京15:32

### 1991年3月16日
上り1本を「グランドひかり」から別編成に変更の上、2.5往復を「グランドひかり」に変更して5往復の運用に。上り1本（ひかり10号）が新神戸に初停車。
- 下り
  - ひかり17号 東京13:04 → 博多18:51
  - ひかり19号 東京14:04 → 博多19:56
  - ひかり21号 東京15:04 → 博多20:51
  - ひかり23号 東京16:04 → 博多21:56
  - ひかり25号 東京17:04 → 博多22:51

- 上り
  - ひかり2号 博多6:44 → 東京12:36
  - ひかり4号 博多7:44 → 東京13:36
  - ひかり8号 博多9:49 → 東京15:36
  - ひかり10号 博多10:08 → 東京16:00
  - ひかり12号 博多10:44 → 東京16:36

### 1992年3月14日
上り1本を「グランドひかり」から別編成に変更の上、東京 - 博多間の2往復と広島始発の上り1本を「グランドひかり」に変更し、山陽新幹線内完結の1往復を追加して8往復体制に。福山・徳山に初停車（ひかり150号）。東海道区間で所要時間の短縮が行われた。
- 下り
  - ひかり151号 新大阪7:00 → 博多9:54
  - ひかり15号 東京12:07 → 博多17:56
  - ひかり17号 東京13:07 → 博多18:51
  - ひかり19号 東京14:07 → 博多19:56
  - ひかり21号 東京15:07 → 博多20:51
  - ひかり23号 東京16:07 → 博多21:56
  - ひかり25号 東京17:07 → 博多22:51
  - ひかり27号 東京17:53 → 博多23:51

- 上り
  - ひかり74号 広島7:04 → 東京11:32
  - ひかり2号 博多6:43 → 東京12:32
  - ひかり4号 博多7:43 → 東京13:32
  - ひかり6号 博多8:48 → 東京14:32
  - ひかり8号 博多9:48 → 東京15:32
  - ひかり12号 博多10:43 → 東京16:32
  - ひかり14号 博多11:48 → 東京17:32
  - ひかり150号 博多19:00 → 新大阪22:07

### 1999年3月13日
新幹線における食堂車の営業列車は東京 - 博多間4往復のみとなる。
- 下り
  - ひかり185号 名古屋7:48 → 博多12:05
  - ひかり121号 東京13:07 → 博多19:20
  - ひかり123号 東京14:07 → 博多20:20
  - ひかり125号 東京15:07 → 博多21:19
  - ひかり127号 東京16:07 → 博多22:20
  - ひかり177号 東京20:14 → 姫路23:53

- 上り
  - ひかり150号 姫路6:00 → 東京9:52
  - ひかり100号 博多6:00 → 東京12:14
  - ひかり102号 博多6:59 → 東京13:14
  - ひかり104号 博多7:59 → 東京14:14
  - ひかり112号 博多10:52 → 東京17:14
  - ひかり180号 博多16:42 → 名古屋21:16

### 2002年5月1日
- 下り
  - ひかり201号 新大阪7:30 → 博多10:23

- 上り
  - ひかり240号 博多19:56 → 新大阪22:50

このほか、多くの臨時列車に充当された。

## 「グランドひかり」引退へ
1992年に300系と最速達列車「のぞみ」がデビューした。当初は早朝深夜時間帯のみだったが、その後に行われた、「のぞみ」の昼間時間帯の運転実施や増便によって、300系より40 - 50km/hも遅い100系はダイヤ作成時の足かせとなり、従来の最速達であった「ひかり」よりも「のぞみ」のほうが所要時間が短縮されたため、「のぞみ」に客足が向くようになった。また、JR西日本のイメージリーダーとしても、「のぞみ」に500系が投入されるとこちらに取って代わられた。
2000年3月でまず利用率の良くなかった食堂車営業を休止。その後も「ひかり」を中心に活躍したが2002年5月18日をもって定期運用から離脱。そして2002年11月23日、新大阪駅 - 博多駅のさよなら運転をもって「グランドひかり」は消滅した。

### 「グランドひかり」さよなら運転
2002年10月8日に、JR西日本から同年11月23日に以下の1往復でさよなら運転が行うことが発表された。同列車では食堂車の復活や「グランドひかり」の最速運転を行うなど、全盛期を彷彿させるものだった。ただし、食堂車の利用に関しては事前の予約が必要とされた。
さよなら運転にはV2編成が充当された（新幹線100系電車#V編成参照）が、2階建て車両は状態の良いV9編成のものと差し替えられていた。
| 列車名      | 運転区間（始発・終着時刻）    | 停車駅                               | 使用 編成 | 備考                                    |
| ----------- | ----------------------------- | ------------------------------------ | --------- | --------------------------------------- |
| ひかり568号 | 博多 10:33発 → 新大阪 13:22着 | 小倉・広島・岡山                     | V2        | 「グランドひかり」最速の2時間49分で運行 |
| ひかり563号 | 新大阪 17:14発 → 博多 20:25着 | 新神戸・姫路・岡山・広島・小郡・小倉 | V2        |                                         |

- 「ひかり563号」新大阪駅発車時に「出発式」が、博多駅到着後に「引退式」が取り行われた。

#### 編成表
|              |          | ← 博多新大阪 → |          |         |          |          |          |                   |            |                   |                   |          |          |         |          |         |           |
| 号車         | 号車     | 1              | 2        | 3       | 4        | 5        | 6        | 7                 | 8          | 9                 | 10                | 11       | 12       | 13      | 14       | 15      | 16        |
| 形式         | 形式     | 121 (Mc)       | 126 (M') | 125 (M) | 126 (M') | 125 (M8) | 126 (M') | 179 (Tsd)         | 168 (T'dd) | 179 (Tsd)         | 178 (T'sd)        | 125 (M7) | 126 (M') | 125 (M) | 126 (M') | 125 (M) | 122 (M'c) |
| 座席         | 座席     | 普通車         | 普通車   | 普通車  | 普通車   | 普通車   | 普通車   | グリーン車 普通車 | 食堂車     | グリーン車 普通車 | グリーン車 普通車 | 普通車   | 普通車   | 普通車  | 普通車   | 普通車  | 普通車    |
| 定員         | 定員     | 65             | 100      | 90      | 100      | 80       | 100      | 74                | -          | 74                | 74                | 73       | 100      | 90      | 100      | 90      | 75        |
| 編成番号：V2 | 車両番号 | 3002           | 3006     | 3004    | 3007     | 3802     | 3008     | 3009              | 3009       | 3109              | 3009              | 3702     | 3009     | 3005    | 3010     | 3006    | 3002      |

- 定員1285名。全席指定席で運行。8号車は食堂・売店のため定員設定なし。

## 沿革
- 1989年（平成元年）3月11日 : 「グランドひかり」デビュー。東京 - 博多間1日2往復の設定。新大阪 - 博多間を当時の最速である2時間49分で駆け抜けた。
- 1990年（平成2年）3月10日 : 東京 - 博多間1日3往復に増便。
- 1993年（平成5年）3月18日 : 東京 - 博多間1日5往復、東京 - 広島間1日1往復、東京 - 岡山間1日1往復、東京 - 新大阪間1日1往復の計8往復に増便[19]。
- 2000年（平成12年）
  - 3月10日 : 「ひかり127号」（東京 → 博多・V4編成充当）の運行をもって、食堂車の営業を休止。
  - 3月11日 : 「のぞみ」の運行が増加する事に伴い、定期運行区間を東京 - 広島間に短縮。広島 - 博多間の運転は臨時扱い。
  - 12月31日 : 「時をかける旅、メモリアルトレインツアー　ひかり号食堂車リバイバル」が実施され、1日のみ食堂車営業が復活（ひかり559号・新大阪 → 博多・V7編成充当）[20]。
- 2001年（平成13年）9月30日 : 山陽新幹線の定期運用を終了。
- 2002年（平成14年）
  - 5月18日 : 「ひかり201号」（東京 → 新大阪・V4編成充当）をもって東海道新幹線の定期運用から離脱[19]。
  - 11月23日 : 新大阪駅 - 博多駅間で1往復のさよなら運転を実施。「グランドひかり」は引退[16]。

## 運用終了後
運用終了直前の2000年から2005年にかけて、「グランドひかり」用のV編成は徐々に6両K編成、4両P編成に組み換えが進行していた。X・G編成と違い、先頭車が電動車であることから短編成化が容易（ユニット構成が0系と同じになったため）であった。P編成とK編成の車両数は108両（4両編成が12本と6両編成が10本）である。V編成の電動車の数も108両（12両が9本分）である。V編成の電動車は（一部G編成の車体にV編成の電装品を搭載したり、中間車が先頭車化されたものもあるが）なんらかの形ですべてK・P編成に流用された。また、7 - 10号車のグリーン車と普通車の座席もK・P編成に流用された。
食堂車の写真に写っている電光掲示板は0系WR編成に利用された。